# ウォードライビング
ウォードライビング (wardriving) は、自動車などで移動しながら無線LANのアクセスポイント（AP）を探す行為である。

## 起源
ウォードライビングは、無線LANが普及し始めた2002年ごろ、アメリカ合衆国サンフランシスコのベイエリアの無線LANユーザグループである "Bay Area Wireless Users Group" (BAWUG) が "WiLDing" (Wireless Lan Driving) としてはじめたのが起源とされている。
ウォードライビングという名称は、1983年の映画『ウォー・ゲーム』で使われたウォーダイヤリングという単語にちなんで名づけられたものである。
なお、飛行機を使って探す行為も行われており、これはウォーフライング（War Flying）と呼ばれている。また、後から来た仲間のために目印をつける行為をチョーキング（Chalking）と呼んでいる。

## 方法
ノートパソコンやPDAを用いて行なわれる。最近ではPSPやDSなどといった携帯ゲーム機でも行われている。無線LANアダプタのほか、アクセスポイントの位置を特定するためのGPSが必要なため、PCを車載して行なわれることが多かったが、近年は双方を搭載したPDAなどが出現したため、バイクや徒歩といった手段も可能となっている。
また、一般の無線LANアダプタを使うに留まらず、効果的に探索を行うために利得の高い指向性アンテナや、段数を増やして感度をあげた無指向性アンテナを接続する者も多い。
ウォードライビングに適したソフトウェアはインターネット上で多数公開されている。
WindowsではNetStumbler, マッキントッシュではKisMac, LinuxではKismetがよく知られている。

## 法律的・倫理的な問題
ウォードライビングは、APからの電波を受信し、そこにAPが存在することを確かめる（と同時に記録する）行為であり、（一般的に誤解されるような）許可されていない無線ネットワークにアクセスするなどのクラッキング行為は含まれない。
ただし、ウォードライビングした者の意図によらず、不正利用を試みる者の存在も想定され、結果を公開することの倫理的な問題については議論がある。
ウォードライビングのコミュニティでは、オープンアクセスポイントの設置者が意図的に公共のものとして公開する考え方がある。
オープンアクセスポイントは、外部への踏み台とされたり、スパムメール送信の踏み台となったりするなどの危険性がある。
また、意図せずアクセスポイントがオープンになっていることへの警鐘や、WEPなどの弱い暗号化方式を用いていることへの警告のためにウォードライビングを行なっているという考え方もある。
なお、日本では、オープンアクセスポイントへの接続は法的には問題とならないが、WEPやWPAといった暗号化が施されているアクセスポイントの暗号を破り接続する行為は、侵入行為にあたり違法である。出荷時設定のままではオープンになっている無線LAN機材もあるため、適切な設定をしてセキュリティを確保する必要がある (無線LANのセキュリティについては無線LAN#セキュリティを参照)。